# 備品
| ウィキペディアには「備品」という見出しの百科事典記事はありません（タイトルに「備品」を含むページの一覧/「備品」で始まるページの一覧）。 代わりにウィクショナリーのページ「備品」が役に立つかもしれません。 |